# Saint-Maulvis
Saint-Maulvis é uma comuna francesa na região administrativa de Altos da França, no departamento de Somme. Estende-se por uma área de 6,21 km². Em 2010 a comuna tinha 274 habitantes (densidade: 44,1 hab./km²).